# Mathias Chago
Mathias Deugoue Chago Deconfiance (Bakou, 6. ožujka 1983.) umirovljeni je kamerunsko-hrvatski nogometaš. Hrvatsko državljanstvo stekao je u siječnju 2006. godine.

## Klupska karijera
Chago je nogomet počeo igrati u rodnom Kamerunu. U karijeri je igrao za Olympic Mvolye (1. liga Kamerun, 1998. – 2000.), Racing Bafoussam (1. liga Kamerun, 2000. – 2002.), NK Metalac Osijek (2. HNL 2002. – 2005.), a od 2005. igrao je za NK Dinamo Zagreb. 2010. godine bio je na posudbi u pulskoj Istri 1961. 2012. godine prešao je na posudbu u zagrebačku Lokomotivu za koju je debitirao protiv NK Zagreba, u utakmici 12. kola Prve HNL, 21. listopada 2012. godine.

## Reprezentativna karijera
Nastupio je i za kamerunsku reprezentaciju do 19 godina. Dne 30. svibnja 2009. godine dobio je poziv u kamerunsku nogometnu reprezentaciju, za utakmicu (7. lipnja kvalifikacijska utakmica za Svjetsko prvenstvo 2010. u JAR-u) protiv Maroka, no nije nastupio. Izjavio je kako mu je taj poziv, uz potpisivanje ugovora za Dinamo, najsretniji dan u životu. Svoj prvi nastup za kamerunsku reprezentaciju upisao je u prijateljskoj utakmici protiv Obale Bjelokosti 2009. godine.

## Priznanja

### Klupska
Dinamo Zagreb
- Prvak Hrvatske (5): 2005./06., 2007./08., 2008./09., 2009./10., 2010./11.
- Hrvatski nogometni kup (4): 2006./07., 2007./08., 2008./09., 2010./11.
- Hrvatski nogometni superkup (2): 2006., 2010.

## Zanimljivosti
- Chago je u godinu dana naučio hrvatski jezik. Osim hrvatskoga jezika govori još četiri strana jezika engleski, španjolski, portugalski i francuski.[4]

## Vanjske poveznice
- Mathias Chago na hnl-statistika.com
- (engl.) Mathias Chago na transfermarkt.co.uk